# Wydział Administracji i Nauk Społecznych Politechniki Warszawskiej
Wydział Administracji i Nauk Społecznych Politechniki Warszawskiej − wydział Politechniki Warszawskiej. Ma siedzibę w Gmachu Głównym uczelni przy placu Politechniki 1.
Wydział powstał w 2008. Prowadzi studia licencjackie i magisterskie na kierunku administracja zarządcza , a także organizuje i realizuje działalność dydaktyczną i naukową w zakresie nauk ekonomiczno-społecznych i humanistycznych na innych wydziałach Politechniki Warszawskiej.  
Wysoka jakość kształcenia na studiach I i II stopnia o profilu ogólnoakademickim potwierdzana jest ocenami Państwowej Komisji Akredytacyjnej, która po raz kolejny w 2017 roku uznała, że wszystkie kryteria jakościowe oceny programowej zasługują na ocenę w pełni pozytywną.

## Władze Wydziału[2]
- Dziekan: dr hab. Justyna Łacny, prof. uczelni
- Prodziekan ds. Nauki: dr hab. Marcin Koszowy, prof. uczelni
- Prodziekan ds. Nauczania: dr Katarzyna Górniak
- Prodziekan ds. Ogólnych: dr Tomasz Lasocki
- Prodziekan ds. Studenckich: dr Marek Porzeżyński

## Zakłady[3]
- Zakład Prawa Gospodarczego i Polityki Gospodarczej
- Zakład Prawa Administracyjnego i Nauki o Politykach Publicznych
- Zakład Filozofii i Etyki w Administracji
- Zakład Nauk o Administracji i Bezpieczeństwa w Administracji